# Volkszählung in Brasilien

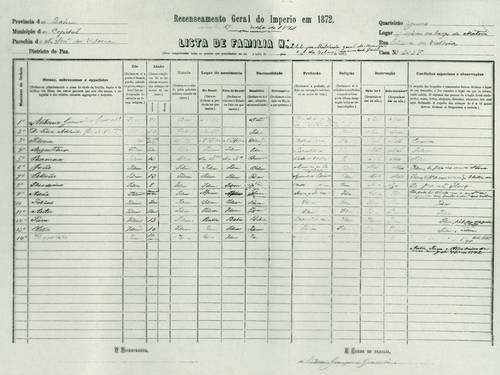
Familienliste aus der Volkszählung von 1872

Die Volkszählung in Brasilien (port.: Censo demográfico no Brasil) ist eine seit 1872 auf nationaler Ebene durchgeführte Volkszählung mit dem Ziel, Informationen über die Bevölkerung, ihre Zusammensetzung, ihre Merkmale, ihre räumliche Verteilung und ihre Organisation (Einzelpersonen, Familien und Haushalte) zu sammeln, zu verarbeiten und zu verbreiten. 
Bei der ersten demografischen Volkszählung Brasiliens wurden neben der Einwohnerzahl auch Informationen wie Hautfarbe, Geschlecht, Frei- oder Sklavenstatus, Familienstand, Nationalität, Beruf und Religion erfasst. Im Laufe der Jahre wurden weitere Informationen gesammelt, und heute beantwortet der Volkszählungsfragebogen grundlegende Fragen, die als Grundlage für die Festlegung öffentlicher Maßnahmen und die Planung öffentlicher und privater Organisationen in Brasilien dienen. 
Das Brasilianische Institut für Geografie und Statistik (Instituto Brasileiro de Geografia e Estatística - IBGE) ist seit 1940 für die Durchführung der brasilianischen Volkszählung zuständig. Die letzte vom Institut durchgeführte Volkszählung fand im Jahr 2022 statt, die aufgrund der COVID-19-Pandemie und der Kürzung der für die Maßnahme vorgesehenen Mittel um zwei Jahre verschoben wurde.

## Geschichte

### Zeitraum vor der Volkszählung
Bevor 1872 die erste allgemeine Volkszählung durchgeführt wurde, beruhte die Schätzung der portugiesischen Bevölkerung in Amerika und später der brasilianischen Bevölkerung auf Zahlenangaben von Behörden und Kirchenmitgliedern, deren Hauptziel es war, die Zahl der Kirchgänger im Kaiserreich Brasilien zu ermitteln.
Die ersten offiziellen Angaben über die Bevölkerung Brasiliens stammen aus dem Jahr 1750. Damals organisierte die portugiesische Krone die Zählungen zu rein militärischen Zwecken. Einige Städte führten auch schon vor der ersten allgemeinen Volkszählung Bevölkerungszählungen durch, so zum Beispiel die Stadt São Paulo in den Jahren 1765, 1777, 1798 und 1836 sowie die Stadt Rio de Janeiro, die Zählungen in den Jahren 1799, 1821, 1838, 1849, 1856 und 1870 durchführte.
Zwischen 1831 und 1832 wurde in Minas Gerais eine Volkszählung mit Nominativlisten der Einwohner durchgeführt.
Im Jahr 1846 wurde beschlossen, dass die Volkszählung in einem Abstand von acht Jahren durchgeführt werden sollte. 1850 wurde die Regierung jedoch erst ermächtigt, die Volkszählung durchzuführen, und 1852 begann sie mit einer Verzögerung. Ein 1851 erlassener Erlass, Nr. 797 vom Juni 1851, führte zu der Annahme, dass freigelassene Farbige versklavt würden, was in der Bevölkerung Ablehnung hervorrief und die Durchführung der Arbeiten behinderte, so dass die Volkszählung eingestellt wurde.

### Erste Volkszählungen
Im Jahr 1870 wurde festgelegt, dass der Abstand zwischen den Volkszählungen zehn Jahre betragen sollte. Zwei Jahre später, im Jahr 1872, wurde die erste nationale Volkszählung in Brasilien durch die Generaldirektion für Statistik (Diretoria Geral de Estatística) durchgeführt, die als Volkszählung des Kaiserreichs Brasilien bezeichnet wurde. Das Zehnjahresintervall für Volkszählungen wurde nicht eingehalten, und die nächste Volkszählung, die 1882 hätte stattfinden sollen, wurde nicht durchgeführt. Nach dem Ende des Kaiserreichs und der Ausrufung der Republik (Proclamação da República do Brasil) im Jahr 1889 wurde 1890 eine neue Volkszählung durchgeführt, gefolgt von einer Volkszählung im Jahr 1900.
Im Jahr 1910 gab es wegen der politischen Situation und der Beschneidung der Autonomie der Diretoria Geral de Estatística keine Volkszählung, die 1920 nachgeholt wurde. Auch 1930 fand keine Zählung aufgrund politischer Gründe, wie der Revolution von 1930, statt. Diese wurde dann 10 Jahre später nachgeholt.

### IBGE-Volkszählung

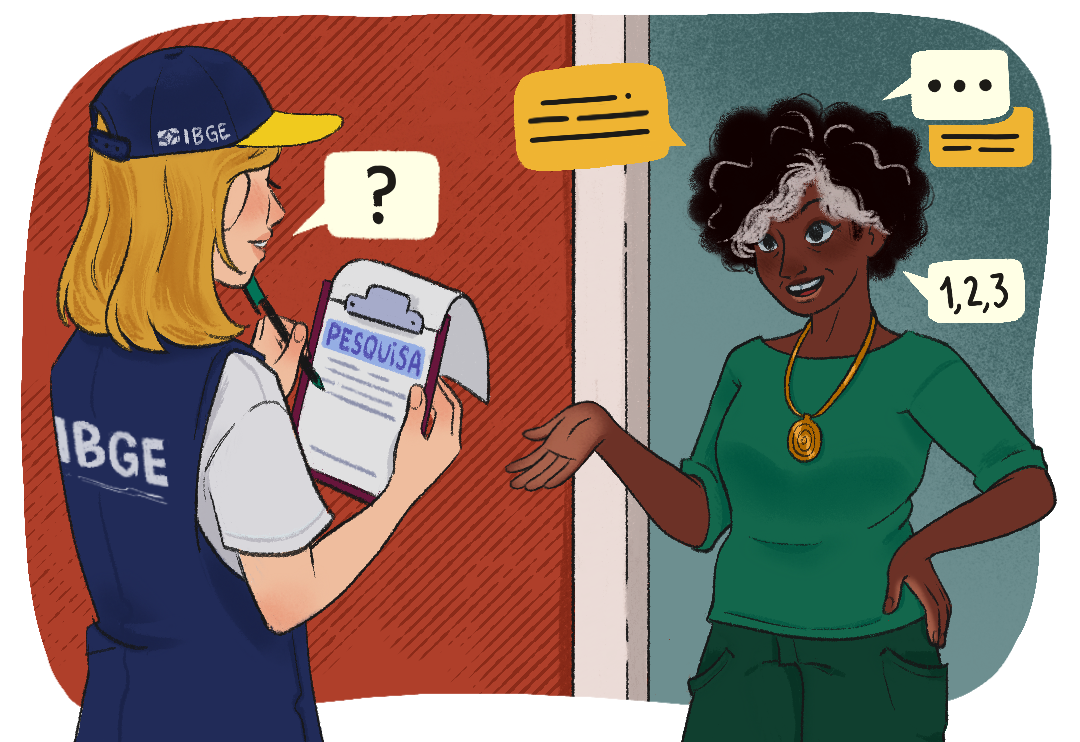
Illustration der manuellen Erfassung von Informationen im Rahmen der Volkszählung.

Die Volkszählung von 1940 leitete eine neue Phase der Bevölkerungsforschung in Brasilien ein. Sie wurde vom IBGE organisiert, das 1938 unter Mitwirkung des renommierten italienischen Demografen Giorgio Mortara gegründet worden war. Seitdem wird die Volkszählung strikt alle 10 Jahre durchgeführt. Die Fragebögen sind umfassender geworden und enthalten Fragen zu wirtschaftlichen und sozialen Themen wie Arbeit, Beschäftigung, Arbeitslosigkeit, Einkommen, Fruchtbarkeit, Binnenmigration und anderen.
Nach der Volkszählung von 1991 suchte das IBGE nach einem neuen Modell für die Integration in die Gesellschaft und formulierte die Fragen, die Strategie der Erhebungen und die Herangehensweise an die Befragten im Hinblick auf die Volkszählung 2000 neu. Die Pläne für die Volkszählung 2010 sahen eine ständige Aktualisierung der Bevölkerung mit einer verstärkten Computerisierung der Datenerfassung vor, die bereits bei der Volkszählung 2007 begonnen hatte.
Bei der Volkszählung 2010 kamen die neuen Informations- und Kommunikationstechnologien zum Einsatz, die es Brasilien ermöglichten, bei der Durchführung der ersten digitalen Volkszählung der Welt die Führung zu übernehmen. Diese Leistung führte sogar zur Verleihung des NetExplorateur-Preises, der 2011 von der Organisation der Vereinten Nationen für Bildung, Wissenschaft und Kultur (UNESCO) und globalen Technologieunternehmen verliehen wurde, sowie zu mehreren anderen ehrenvollen Erwähnungen.
Die für 2020 geplante Volkszählung wurde aufgrund der COVID-19-Pandemie auf 2021 verschoben. Im Jahr 2021 wurde die Volkszählung aufgrund von Haushaltskürzungen erneut verschoben (auf 2022).

## Liste der Volkszählungen in Brasilien
| - Volkszählung in Brasilien 1872 - Volkszählung in Brasilien 1890 - Volkszählung in Brasilien 1900 - Volkszählung in Brasilien 1920 - Volkszählung in Brasilien 1940 | - Volkszählung in Brasilien 1950 - Volkszählung in Brasilien 1960 - Volkszählung in Brasilien 1970 - Volkszählung in Brasilien 1980 - Volkszählung in Brasilien 1991 | - Volkszählung in Brasilien 2000 - Volkszählung in Brasilien 2010 - Volkszählung in Brasilien 2022 |